# Hylesia euphemia
Hylesia euphemia är en fjärilsart som beskrevs av Dyar 1913. Hylesia euphemia ingår i släktet Hylesia och familjen påfågelsspinnare. Inga underarter finns listade i Catalogue of Life.